# Exhumierung
Als Exhumierung (auch Exhumation oder Enterdigung; lateinisch exhumare ‚ausgraben‘) wird das Ausgraben eines bereits bestatteten Leichnams aus seinem Grab bezeichnet.

## Exhumierung im Strafverfahren
Die Ausgrabung einer beerdigten Leiche ist im Strafverfahren zum Zweck der gerichtlichen Leichenschau zulässig (§ 87 Abs. 3 Strafprozessordnung (StPO)). Exhumierungen können nach § 87 Abs. 4 Satz 1 StPO durch einen Richter, bei Gefahr im Verzug auch durch die zuständige Staatsanwaltschaft angeordnet werden. Wenn ein Angehöriger des Toten ohne Schwierigkeiten ermittelt werden kann und der Untersuchungszweck hierdurch nicht gefährdet ist, ist dieser von der Exhumierung zu benachrichtigen. Bei Verdacht auf Vergiftung soll auch ein chemischer Sachverständiger anwesend sein (Ziff. 34 RiStBV). Die Obduktion ist nicht dem Arzt zu übertragen, welcher den Verstorbenen in der dem Tod unmittelbar vorausgegangenen Krankheit behandelt hat. Er kann jedoch aufgefordert werden, der Leichenöffnung beizuwohnen, um aus der Krankheitsgeschichte Auskünfte zu geben.

## Andere Gründe für eine Exhumierung

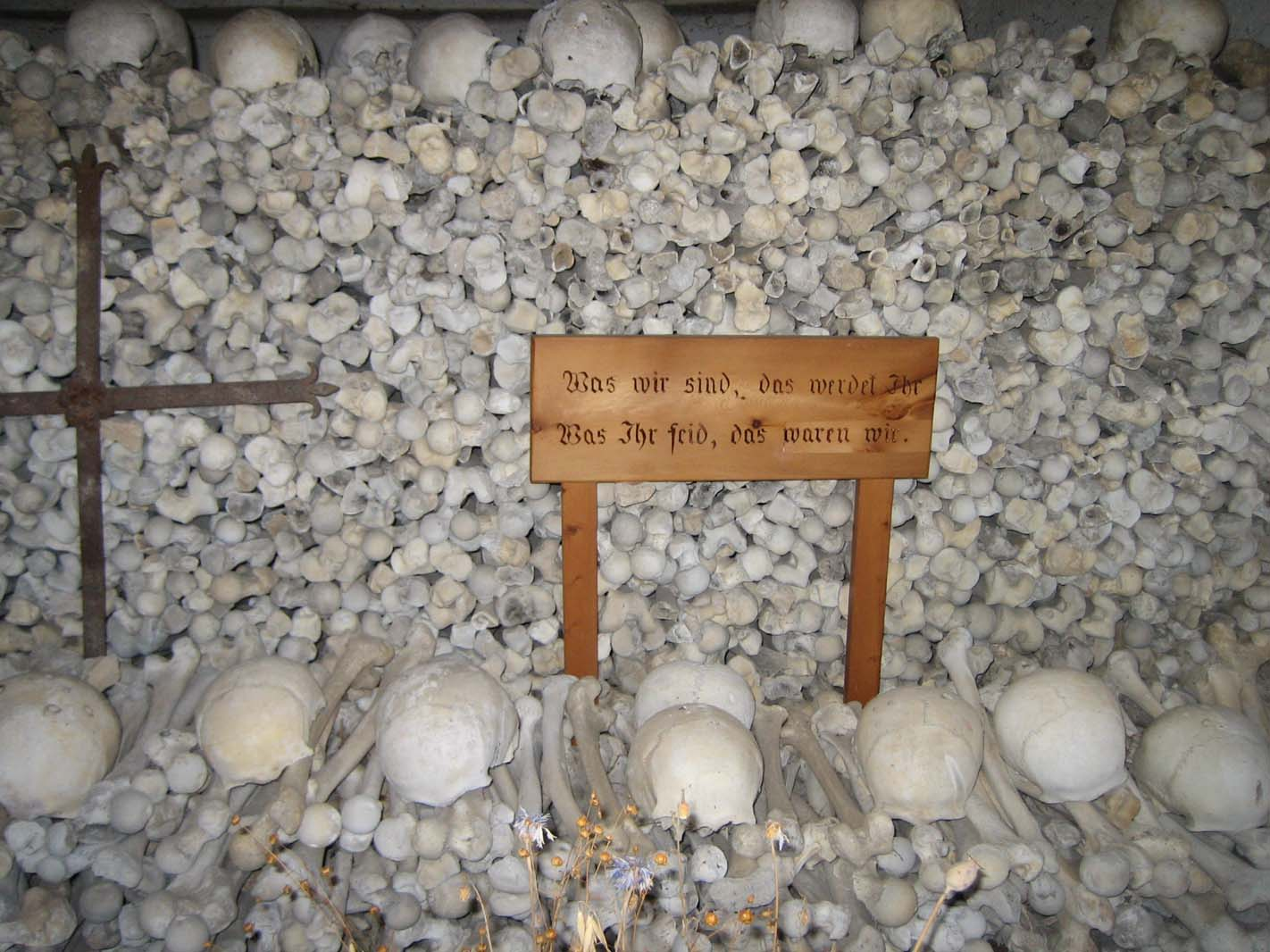
Beinhaus der Kirche St. Peter Mistail

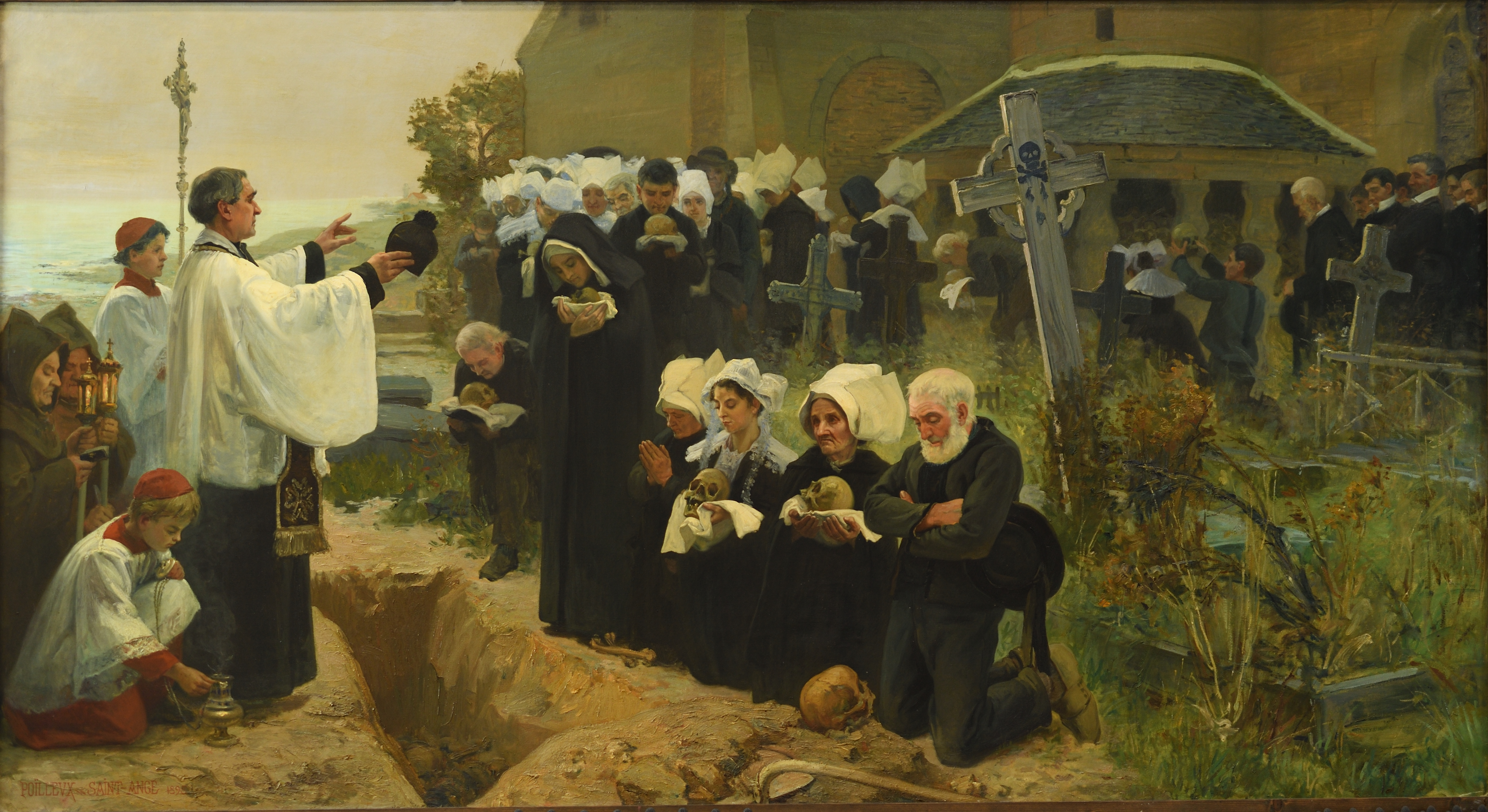
George Louis Poilleux Saint-Ange: Translation de l’ossuaire de Trégastel (dt. Überführung der Gebeine von Trégastel), 1896, Öl auf Leinwand, 124 × 230 cm, Musée d’Art et d’Histoire de Saint-Brieuc, Inventar-Nr. 127

Exhumierungen können verschiedene Zwecke haben. Sie können zum Beispiel dazu dienen:
- Ein Grab für die nächste Nutzung freizumachen. Die dabei noch gefundenen Knochen werden oft in ein Beinhaus gebracht, manchmal werden sie verbrannt.
- Verschleierung eines Verbrechens. So wurden die Leiber der bei der Aktion Reinhardt getöteten Juden beim Vorrücken der Roten Armee von Sondereinheiten vielfach wieder ausgegraben, verbrannt und die Knochen maschinell zertrümmert.
- Tote umzubetten,
  - zum Beispiel, weil bei einem Bauprojekt ein alter Friedhof gefunden wird,
  - zum Beispiel, um sie an einem würdigeren Ort zu bestatten. So wurde im Juni 1989 der Leichnam von Imre Nagy exhumiert und feierlich beigesetzt. Auch religiöse Aspekte können hier eine Rolle spielen, wenn etwa in der katholischen Kirche Seliggesprochene an einen Ort umgebettet werden, wo den Gläubigen ihre Verehrung möglich ist (z. B. Hildegard Burjan),
  - auf Wunsch der Angehörigen, die die verstorbene Person an einem anderen Ort beisetzen möchten (z. B. in einem Familiengrab).
- Tote von Massengräbern in Einzelgräber umzubetten.
- Historische Geschehnisse zu erforschen (siehe auch Wahrheitskommission).

Oft kommt es nach Kriegen, nach dem Ende von Diktaturen oder nach Verbrechen gegen die Menschlichkeit zu Exhumierungen. Beispiele:
- Der Lordprotektor Oliver Cromwell wurde zwei Jahre nach seiner königlichen Beisetzung 1661 exhumiert und enthauptet. Der Cromwelltaler aus der kurzen Zeit der englischen Republik galt als Omen dafür.
- Einige beim Massaker von Katyn (1940) angelegte Massengräber wurden 1943 von Einheiten der deutschen Wehrmacht gefunden und die Leichen propagandawirksam exhumiert.[4]
- Nach dem Massaker von Postelberg (1945) in der Tschechoslowakei wurden 1947 insgesamt 763 Tote aus den Massengräbern exhumiert.
- Nach dem Massaker von Srebrenica (1995) wurden viele der Verscharrten aus den Massengräbern exhumiert und umgebettet.
- Seit dem Jahr 2000 werden – vielfach durch die spanische 'Vereinigung zur Wiedererlangung des historischen Gedächtnisses' (Asociación para la Recuperación de la Memoria Histórica)[5] – Exhumierungen von während des Spanischen Bürgerkriegs ermordeten Menschen organisiert, die dem franquistischen Regime zum Opfer fielen.
- 2011 wurde die Leiche von Salvador Allende exhumiert, um herauszufinden, ob er wirklich Suizid begangen hatte.[6]

## Geologie
In der Geologie ist Exhumierung die Hebung oder Erosion von Gesteinen aus einer Tiefenlage an die Erdoberfläche.